# Équipes de France de rugby à XV à la télévision française
L'historique des diffusions des équipes de France de rugby à XV à la télévision française est renseigné à travers cet article.
Les matchs du XV de France sont diffusés depuis 1975 sur Antenne 2 puis France 2 à l'exception de certaines Coupes du Monde et Tournées estivales de juin dans l'hémisphère Sud.
Les matchs de l'équipe de France dans le Tournoi des Six Nations et la Coupe du monde sont considérés comme évènements sportif d'importance majeure et ne peuvent être diffusés par une chaîne payante. À partir de 2024, tous les matchs des équipes de France masculine et féminine inscrits au calendrier de World Rugby sont ajoutés dans cette liste.

## Histoire

### Débuts avec la paire historique Couderc-Albaladejo
Alors que Roger Couderc et Pierre Albaladejo commentent les matchs du XV de France sur Europe 1 de 1971 à 1974, Marcel Jullian les appelle à la télévision, sur Antenne 2, qui naît le 1er janvier 1975,. Leur premier match est France-Galles, le 18 janvier.

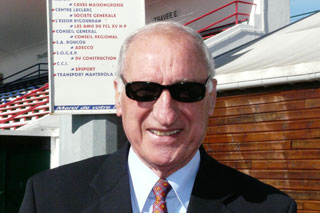
Pierre Albaladejo, ici en 2008, commente les matchs des Bleus de 1975 à 1999.

Infatigable supporter de l'équipe de France, Roger Couderc encourage plus qu'il ne commente, au point d'être surnommé par les joueurs le « seizième homme du XV de France ». Son vibrant « Allez les petits ! » — lancé à des géants de plus de 100 kilos — devient vite célèbre. « Roger Couderc est un précurseur dans le commentaire sportif en direct, dit Christophe Duchiron […] C'est une mer déchaînée, une pulsion passionnelle, une déferlante de sentiments. » Lui-même reconnaît : « Je n'ai pas la prétention de faire vivre un match avec la technique. J'aurais trop peur d'endormir les gens. » Pour Pierre Albaladejo, « Roger Couderc a apporté, spontanément, une dimension épique au rugby. Il a à la fois dramatisé et dédramatisé le jeu. Il avait un don exceptionnel pour tout mélanger, l'essentiel et l'anecdotique, l'important et le futile. Il voyait un match à sa manière et en parlait également à sa manière. ». Pierre Albaladejo ajoute alors sa technicité à l'enthousiasme débordant de Couderc.
Le dernier match international qu'il commente est France-Pays de Galles, le 19 mars 1983. L'équipe de France joue en blanc. Le maillot de son capitaine, Jean-Pierre Rives, est spectaculairement ensanglanté, à la suite d'un choc avec Serge Blanco. Lors du banquet d'après-match, Jean-Pierre Rives offre ce maillot à Roger Couderc.

### De 1983 à 2006: Salviac avec Albaladejo puis Lacroix
La direction de la chaîne laisse à Pierre Albaladejo le choix du successeur de Roger Couderc. Celui-ci, face à la bousculade des candidats et sous la pression des sollicitations, préfère prendre une année sabbatique. Pierre Salviac est alors choisi, avec l’approbation d’Albaladejo qui a déjà commenté avec lui un match Irlande - France à Lansdowne Road. À l’initiative de Robert Chapatte, la succession donne lieu à un passage de témoin officiel entre Roger Couderc et Pierre Salviac, avec pour témoins notamment Joseph Pasteur et Michel Drucker.
Salviac commente la tournée des Australiens en France à l’automne 1983 en compagnie de Lucien Mias, capitaine victorieux de la tournée en Afrique du Sud de 1958. Il retrouve ensuite Pierre Albaladejo lorsque celui-ci reprend du service et leur tandem dure jusqu’en 1999, pour la dernière édition du Tournoi des cinq nations.
Salviac commente ainsi 500 matchs et occupe parallèlement les postes de rédacteur en chef de la rubrique rugby et conseiller du directeur des sports pour la négociation des droits sportifs. Devenu la voix du rugby sur le service public, il popularise des expressions imagées, souvent inspirées par Pierre Albaladejo ou par des téléspectateurs, parmi lesquelles : "la balle à l'aile, la vie est belle" ou encore "le cochon est dans le maïs"...
De la Coupe du monde 1999 jusqu'en 2005, Pierre Salviac commente avec Thierry Lacroix.
Puis les rapports se dégradent entre Pierre Salviac et France Télévisions, notamment à l'arrivée de Daniel Bilalian en 2004 à la tête du service des sports. Celui-ci décide d'ouvrir les commentaires du rugby à d'autres journalistes, ce que Pierre Salviac considère comme la première étape d'une mise au placard.

### Éviction de Salviac pour Abeilhou puis Lartot avec Galthié
Pierre Salviac est remplacé en 2005 par Jean Abeilhou. Le 26 novembre 2005, Franck Mesnel remplace Thierry Lacroix, indisponible pour cette rencontre, au côté d'Abeilhou pour commenter France - Afrique du Sud.
Thierry Lacroix quitte finalement France Télévisions en 2006 pour commenter les matchs de coupe du monde sur TF1. Il est remplacé sur le service public par Fabien Galthié.
Les matchs du XV de France durant la Coupe du monde 2007 sont diffusés sur TF1 et commentés par Thierry Gilardi, Thierry Lacroix et Fabrice Landreau sur le bord du terrain.
En janvier 2009, le directeur du Service des sports de France Télévisions, Daniel Bilalian, congédie Jean Abeilhou sur un coup de fil de son poste de commentateur en titre de l'équipe de France de rugby, à trois semaines de l'ouverture du Tournoi des Six Nations 2009 pour laisser la place à Matthieu Lartot,.
Les matchs du XV de France durant la Coupe du monde 2011 sont diffusés sur TF1 à l'exception du match de poule France-Tonga diffusé sur France 2. Les commentateurs de TF1 sont Christian Jeanpierre, Thierry Lacroix et Christian Califano sur le bord du terrain, et ceux de France 2 sont Matthieu Lartot, Raphaël Ibañez et Cédric Beaudou sur le bord du terrain.
En octobre 2011, Cédric Beaudou est nommé rédacteur en chef rugby sur France Télévisions, Philippe Lafon le remplace alors sur la retransmission des matchs. En 2015, Philippe Lafon devient rédacteur en chef adjoint de Stade 2, il laisse alors sa place sur le bord du terrain à Clémentine Sarlat.
Les tournées de juin de l'équipe de France sont régulièrement diffusés sur Canal+ et commentés par Éric Bayle généralement accompagné de Philippe Sella (1998 à 2012) puis Thomas Lombard (depuis 2012). En juin 2012, la tournée de juin en Argentine est diffusée sur beIN Sport 1 et commentée par Rodolphe Pirès accompagné de Thierry Lacroix pour le premier test puis Fabrice Landreau pour le second.
En 2017, le match France - Nouvelle-Zélande de la tournée d'automne programmé le mardi 14 novembre à 18 h 55 est diffusée sur TMC et commentée par Christian Jeanpierre, Olivier Magne et Christian Califano. Cette rencontre ne compte pas comme une sélection officielle pour les joueurs et voit s'opposer les réservistes de chaque équipe.
En 2020, Fabien Galthié quitte France Télévisions pour entraîner l'équipe de France. Il est remplacé par Dimitri Yachvili, auparavant commentateur sur BeIn Sports et sur TF1 pour la Coupe du monde 2019. Il accompagne Matthieu Lartot, toujours commentateur principal, et Cécile Grès, journaliste au bord du terrain depuis le Tournoi des Six Nations 2019.

### Partage des droits entre TF1 et France 2
À partir de 2023, France Télévisions perd son monopole sur les droits de l'équipe de France. En effet, TF1 acquiert les droits des quatre matchs amicaux qui précèdent le Coupe du monde 2023 ainsi que des tournées d'automne 2024 et 2025. France 2 reste le diffuseur du Tournoi des Six Nations jusqu'en 2025. Malgré la candidature de TF1 comme diffuseur potentiel du 6 Nations, la chaine publique conserve les droits de diffusion du Tournoi jusqu'à l'édition 2029 incluse.
En 2024, la liste des évènements sportif d'importance majeure est modifiée et tous les matchs des équipes de France masculine et féminine inscrits au calendrier de World Rugby sont alors ajoutés dans cette liste.

## Liste des commentateurs

### Tournoi des Six Nations et tournée d'automne

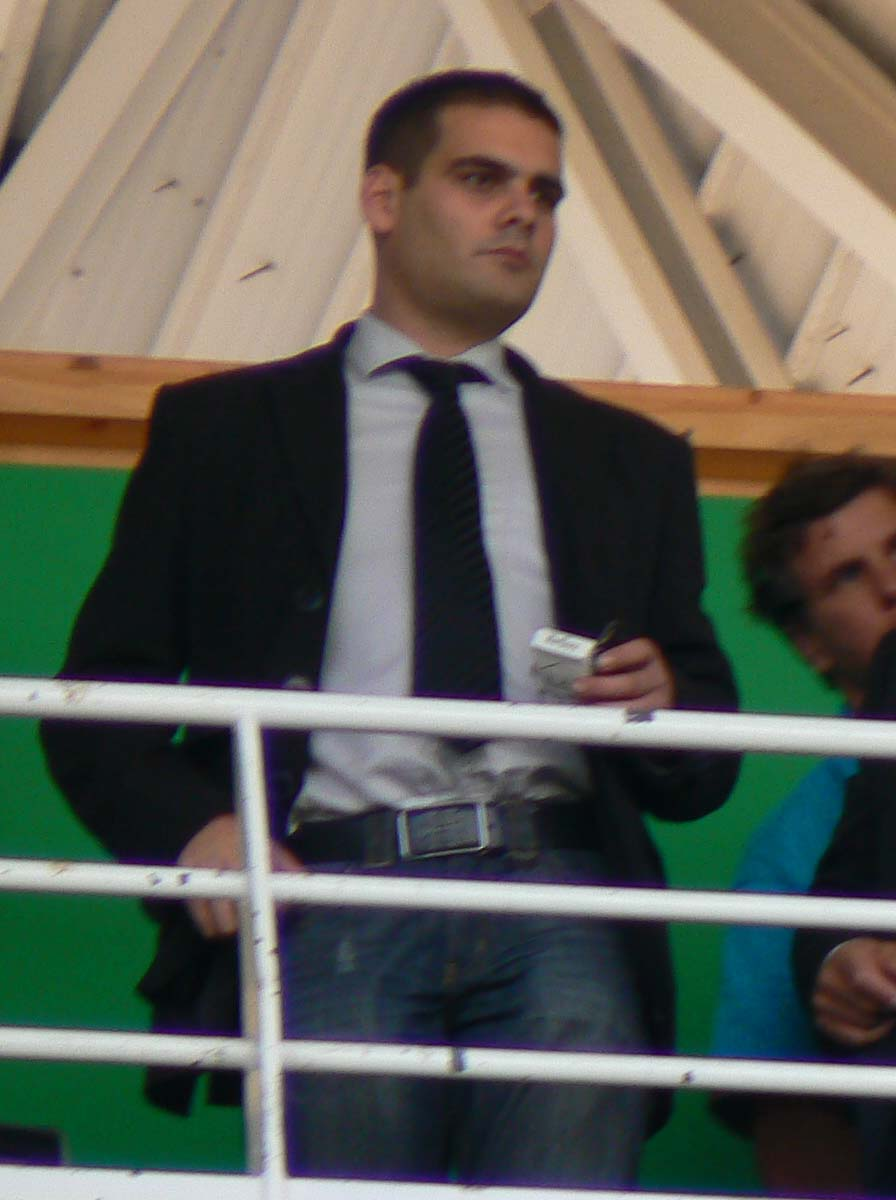
Matthieu Lartot, commentateur des Bleus depuis 2009.

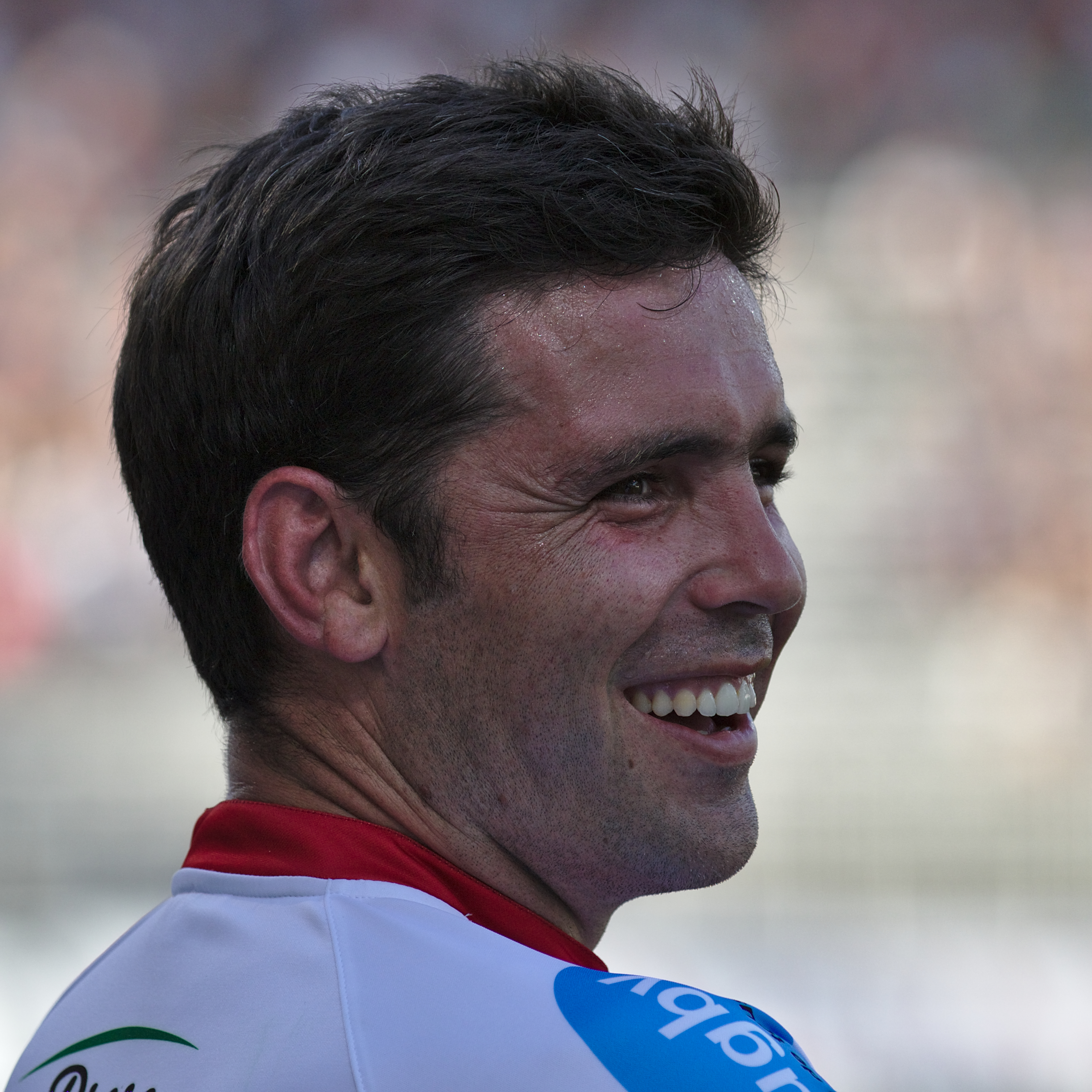
Dimitri Yachvili, commentateur des Bleus depuis 2019.

| Année                | Diffusion | Journaliste          | Consultant        | Au bord du terrain | Nombre de matchs |
| -------------------- | --------- | -------------------- | ----------------- | ------------------ | ---------------- |
| 1975                 | Antenne 2 | Roger Couderc        | Pierre Albaladejo | -                  |                  |
| 1976                 | Antenne 2 | Roger Couderc        | Pierre Albaladejo | -                  |                  |
| 1977                 | Antenne 2 | Roger Couderc        | Pierre Albaladejo | -                  |                  |
| 1978                 | Antenne 2 | Roger Couderc        | Pierre Albaladejo | -                  |                  |
| 1979                 | Antenne 2 | Roger Couderc        | Pierre Albaladejo | -                  |                  |
| 1980                 | Antenne 2 | Roger Couderc        | Pierre Albaladejo | -                  |                  |
| 1981                 | Antenne 2 | Roger Couderc        | Pierre Albaladejo | -                  |                  |
| 1982                 | Antenne 2 | Roger Couderc        | Pierre Albaladejo | -                  |                  |
| 1983                 | Antenne 2 | Roger Couderc        | Pierre Albaladejo | -                  |                  |
| Tournée 1983         | Antenne 2 | Pierre Salviac       | Lucien Mias       | -                  |                  |
| 1984                 | Antenne 2 | Pierre Salviac       | Pierre Albaladejo | -                  |                  |
| 1985                 | Antenne 2 | Pierre Salviac       | Pierre Albaladejo | -                  |                  |
| 1986                 | Antenne 2 | Pierre Salviac       | Pierre Albaladejo | -                  |                  |
| 1987                 | Antenne 2 | Pierre Salviac       | Pierre Albaladejo | -                  |                  |
| 1988                 | Antenne 2 | Pierre Salviac       | Pierre Albaladejo | -                  |                  |
| 1989                 | Antenne 2 | Pierre Salviac       | Pierre Albaladejo | -                  |                  |
| 1990                 | Antenne 2 | Pierre Salviac       | Pierre Albaladejo | -                  |                  |
| 1991                 | Antenne 2 | Pierre Salviac       | Pierre Albaladejo | -                  |                  |
| 1992                 | Antenne 2 | Pierre Salviac       | Pierre Albaladejo | -                  |                  |
| 1993                 | France 2  | Pierre Salviac       | Pierre Albaladejo | -                  |                  |
| 1994                 | France 2  | Pierre Salviac       | Pierre Albaladejo | -                  |                  |
| 1995                 | France 2  | Pierre Salviac       | Pierre Albaladejo | -                  |                  |
| 1996                 | France 2  | Pierre Salviac       | Pierre Albaladejo | -                  |                  |
| 1997                 | France 2  | Pierre Salviac       | Pierre Albaladejo | -                  |                  |
| 1998                 | France 2  | Pierre Salviac       | Pierre Albaladejo | -                  |                  |
| 1999                 | France 2  | Pierre Salviac       | Pierre Albaladejo | -                  |                  |
| 2000                 | France 2  | Pierre Salviac       | Thierry Lacroix   | -                  |                  |
| 2001                 | France 2  | Pierre Salviac       | Thierry Lacroix   | -                  |                  |
| 2002                 | France 2  | Pierre Salviac       | Thierry Lacroix   | -                  |                  |
| 2003                 | France 2  | Pierre Salviac       | Thierry Lacroix   | Cédric Beaudou     |                  |
| 2004                 | France 2  | Pierre Salviac       | Thierry Lacroix   | Cédric Beaudou     |                  |
| 2005                 | France 2  | Pierre Salviac       | Thierry Lacroix   | Cédric Beaudou     |                  |
| Jean Abeilhou        | France 2  |                      | Thierry Lacroix   | Cédric Beaudou     |                  |
| Franck Mesnel        | France 2  | 1                    |                   | Cédric Beaudou     |                  |
| 2006                 | France 2  | Thierry Lacroix      |                   | Cédric Beaudou     |                  |
| 2007                 | France 2  | Fabien Galthié       |                   | Cédric Beaudou     |                  |
| 2008                 | France 2  | Fabien Galthié       | 8                 | Cédric Beaudou     |                  |
| 2009                 | France 2  | Fabien Galthié       | Matthieu Lartot   | Cédric Beaudou     | 8                |
| 2010                 | France 2  | Fabien Galthié       | Matthieu Lartot   | Cédric Beaudou     | 8                |
| 2011                 | France 2  | Fabien Galthié       | Matthieu Lartot   | Cédric Beaudou     | 7                |
| 2012                 | France 2  | Fabien Galthié       | Matthieu Lartot   | Philippe Lafon     | 8                |
| 2013                 | France 2  | Fabien Galthié       | Matthieu Lartot   | Philippe Lafon     | 8                |
| Tournoi 2014         | France 2  | Fabien Galthié       | Matthieu Lartot   | Philippe Lafon     | 5                |
| Novembre 2014        | France 2  | Fabien Galthié       | Matthieu Lartot   | Clémentine Sarlat  | 3                |
| 2015                 | France 2  | Fabien Galthié       | Matthieu Lartot   | Clémentine Sarlat  | 8                |
| 2016                 | France 2  | Fabien Galthié       | Matthieu Lartot   | Clémentine Sarlat  | 8                |
| Tournoi 2017         | France 2  | Fabien Galthié       | Matthieu Lartot   | Clémentine Sarlat  | 5                |
| Novembre 2017        | France 2  | Fabien Galthié       | Matthieu Lartot   | Philippe Lafon     | 2                |
| Novembre 2017        | France 2  | Fabien Galthié       | Matthieu Lartot   | Benoît Durand      | 1                |
| Tournoi 2018         | France 2  | Fabien Galthié       | Matthieu Lartot   | Clémentine Sarlat  | 5                |
| Novembre 2018        | France 2  | Fabien Galthié       | Matthieu Lartot   | Cédric Beaudou     | 3                |
| Tournoi 2019         | France 2  | Fabien Galthié       | Matthieu Lartot   | Cécile Grès        | 5                |
| Préparation RWC 2019 | France 2  | Jérôme Cazalbou      | Matthieu Lartot   | Cécile Grès        | 2                |
| Préparation RWC 2019 | TF1       | Christian Jeanpierre | Dimitri Yachvili  | Clémentine Sarlat  | 1                |
| 2020                 | France 2  | Matthieu Lartot      | Dimitri Yachvili  | Cécile Grès        | 9                |
| 2021                 | France 2  | Matthieu Lartot      | Dimitri Yachvili  | Cécile Grès        | 3                |
| 2021                 | France 2  | Matthieu Lartot      | Dimitri Yachvili  | Benjamin Kayser    | 1                |
| 2021                 | France 2  | Matthieu Lartot      | Dimitri Yachvili  | Cécile Grès        | 4                |
| 2022                 | France 2  | Matthieu Lartot      | Dimitri Yachvili  | Hélène Macurdy     | 2                |
| 2022                 | France 2  | Matthieu Lartot      | Dimitri Yachvili  | Cécile Grès        | 6                |
| Tournoi 2023         | France 2  | Matthieu Lartot      | Dimitri Yachvili  | Cécile Grès        | 5                |
| Préparation RWC 2023 | TF1       | François Trillo      | Benjamin Kayser   | Christian Califano | 4                |
| Tournoi 2024         | France 2  | Matthieu Lartot      | Dimitri Yachvili  | Hélène Macurdy     | 5                |
| Novembre 2024        | TF1       | Stefan Etcheverry    | Thomas Lombard    | Christian Califano | 3                |
| Tournoi 2025         | France 2  | Matthieu Lartot      | Dimitri Yachvili  | Hélène Macurdy     | 5                |
| Novembre 2025        | TF1       |                      |                   |                    | 3                |

### Coupe du monde

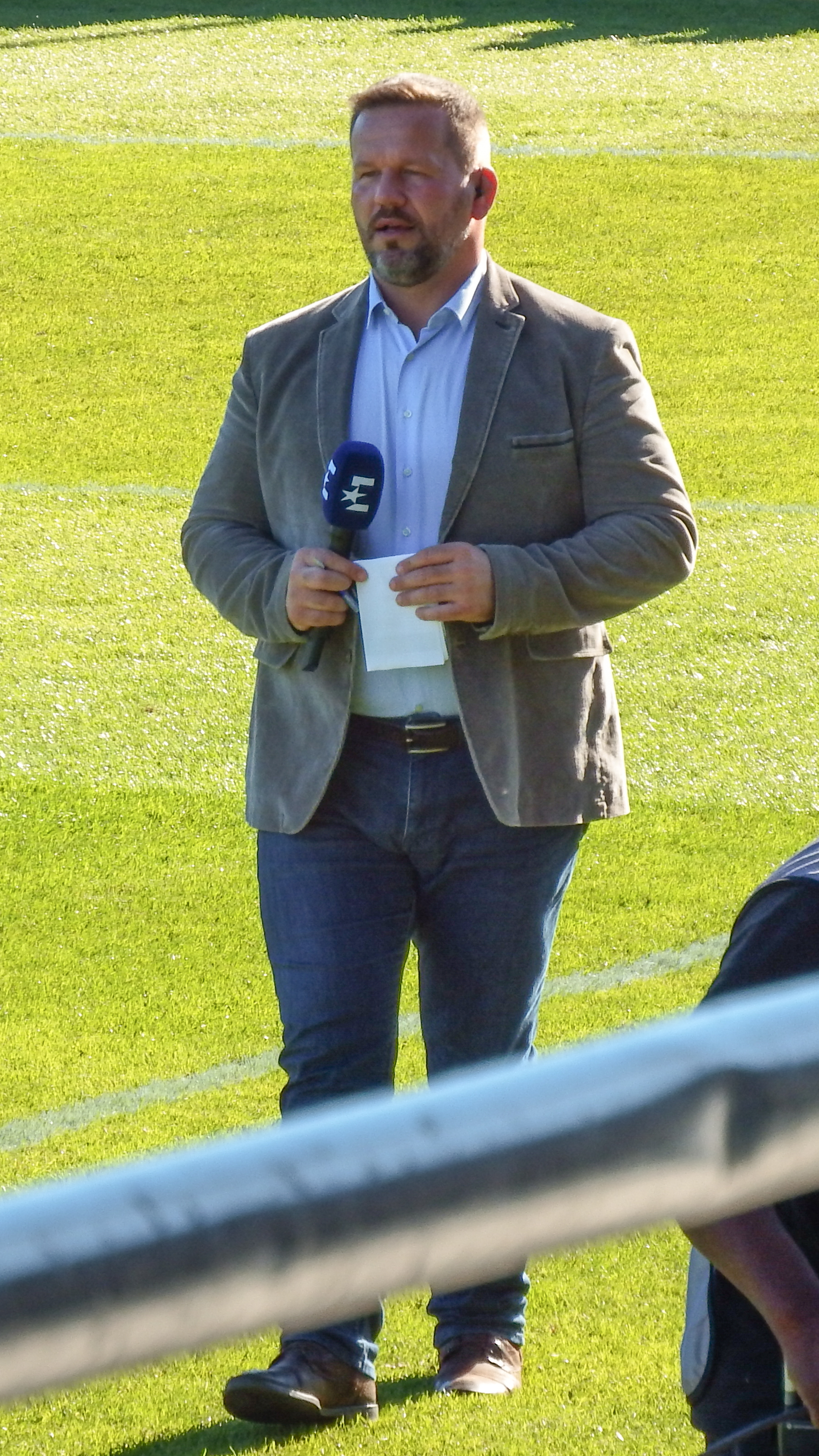
Christian Califano assure les interviews pour TF1 lors des Coupes du monde en 2011, 2015, 2019 et 2023.

| Coupe du monde | Diffusion | Journaliste          | Consultant       | Au bord du terrain | Nombre de matchs |
| -------------- | --------- | -------------------- | ---------------- | ------------------ | ---------------- |
| 1991           | TF1       | Patrick Thillet      | Richard Astre    | -                  | 4                |
| 1995           | TF1       | Patrick Thillet      | Éric Blanc       | Roger Zabel        | 5                |
| 1999           | TF1       | Christian Jeanpierre | Bernard Laporte  | Patrick Thillet    | 7                |
| 2003           | France 2  | Pierre Salviac       | Thierry Lacroix  | -                  | 7                |
| 2007           | TF1       | Thierry Gilardi      | Thierry Lacroix  | Fabrice Landreau   | 7                |
| 2011           | TF1       | Christian Jeanpierre | Thierry Lacroix  | Christian Califano | 6                |
| 2011           | France 2  | Matthieu Lartot      | Raphaël Ibañez   | Cédric Beaudou     | 1                |
| 2015           | TF1       | Christian Jeanpierre | Bernard Laporte  | Christian Califano | 5                |
| 2019           | TF1       | Christian Jeanpierre | Dimitri Yachvili | Christian Califano | 4                |
| 2023           | TF1       | François Trillo      | Benjamin Kayser  | Christian Califano | 4                |
| 2023           | France 2  | Matthieu Lartot      | Dimitri Yachvili | Hélène Macurdy     | 1                |

### Tournée d'été
Les tournées d'été sont disputées par l'équipe de France lors des années sans Coupe du monde. Les tournées en Afrique du Sud, Argentine, Australie et Nouvelle-Zélande sont diffusées sur Canal + grâce à son accord de diffusion avec la SANZAAR.
| Année | Diffusion    | Journaliste         | Consultant       | Au bord du terrain       | Nombre de matchs |
| ----- | ------------ | ------------------- | ---------------- | ------------------------ | ---------------- |
| 2008  | Canal+       | Bertrand Guillemin  | Éric Bonneval    | -                        | 2                |
| 2009  | Canal+       | Éric Bayle          | Éric Bonneval    | -                        | 3                |
| 2010  | Canal+       | Éric Bayle          | Philippe Sella   | -                        | 1                |
| 2010  | Direct 8     | Alexandre Delpérier | Éric Blanc       | -                        | 1                |
| 2012  | beIN Sport 1 | Rodolphe Pirès      | Thierry Lacroix  | -                        | 1                |
| 2012  | beIN Sport 1 | Rodolphe Pirès      | Fabrice Landreau | -                        | 1                |
| 2013  | Canal+       | Éric Bayle          | Thomas Lombard   | -                        | 3                |
| 2014  | Canal+       | Éric Bayle          | Thomas Lombard   | -                        | 3                |
| 2016  | Canal+       | Éric Bayle          | Thomas Lombard   | -                        | 2                |
| 2017  | Canal+       | Éric Bayle          | Thomas Lombard   | -                        | 3                |
| 2018  | Canal+       | Éric Bayle          | Thomas Lombard   | -                        | 3                |
| 2021  | Canal+       | Éric Bayle          | Marc Lièvremont  | -                        | 3                |
| 2022  | TF1          | François Trillo     | Benjamin Kayser  | -                        | 2                |
| 2024  | Canal+       | Éric Bayle          | Marc Lièvremont  | Nicolas Dupin de Beyssat | 2                |
| 2025  | Canal+       | Éric Bayle          | Marc Lièvremont  | Nicolas Dupin de Beyssat | 3                |

## Audiences

### Coupe du monde
| Date              | Match                     | Compétition                               | Chaîne   | Commentateurs                                                | Audience moyenne          | Audience moyenne | Références |
| Date              | Match                     | Compétition                               | Chaîne   | Commentateurs                                                | Nombre de téléspectateurs | PDM              | Références |
| ----------------- | ------------------------- | ----------------------------------------- | -------- | ------------------------------------------------------------ | ------------------------- | ---------------- | ---------- |
| 6 novembre 1999   | Australie - France        | Finale de la Coupe du monde 1999          | TF1      | Christian Jeanpierre et Bernard Laporte                      | 14 199 300                |                  | [ 19 ]     |
| 7 septembre 2007  | France - Argentine        | Phase de poule de la Coupe du monde 2007  | TF1      | Thierry Gilardi, Thierry Lacroix et Fabrice Landreau         | 14 000 000                | 54,4 %           | [ 19 ]     |
| 21 septembre 2007 | France - Irlande          | Phase de poule de la Coupe du monde 2007  | TF1      | Thierry Gilardi, Thierry Lacroix et Fabrice Landreau         | 14 566 760                |                  | [ 20 ]     |
| 6 octobre 2007    | Nouvelle-Zélande - France | Phases finales de la Coupe du monde 2007  | TF1      | Thierry Gilardi, Thierry Lacroix et Fabrice Landreau         | 16 600 000                |                  | [ 21 ]     |
| 13 octobre 2007   | France - Angleterre       | Phases finales de la Coupe du monde 2007  | TF1      | Thierry Gilardi, Thierry Lacroix et Fabrice Landreau         | 18 300 000                | 67,4 %           | [ 22 ]     |
| 10 septembre 2011 | France - Japon            | Phase de poule de la Coupe du monde 2011  | TF1      | Christian Jeanpierre, Thierry Lacroix et Christian Califano  | 4 960 000                 | 57,2 %           | [ 23 ]     |
| 18 septembre 2011 | France - Canada           | Phase de poule de la Coupe du monde 2011  | TF1      | Christian Jeanpierre, Thierry Lacroix et Christian Califano  | 7 620 000                 | 58,5 %           | [ 23 ]     |
| 24 septembre 2011 | Nouvelle-Zélande - France | Phase de poule de la Coupe du monde 2011  | TF1      | Christian Jeanpierre, Thierry Lacroix et Christian Califano  | 7 900 000                 | 64,9 %           | [ 23 ]     |
| 1er octobre 2011  | France - Tonga            | Phase de poule de la Coupe du monde 2011  | France 2 | Matthieu Lartot, Raphaël Ibañez et Philippe Lafon            | 4 000 000                 | 56,6 %           | [ 23 ]     |
| 8 octobre 2011    | Angleterre - France       | Phases finales de la Coupe du monde 2011  | TF1      | Christian Jeanpierre, Thierry Lacroix et Christian Califano  | 8 000 000                 | 68,3 %           | [ 23 ]     |
| 15 octobre 2011   | Pays de Galles - France   | Phases finales de la Coupe du monde 2011  | TF1      | Christian Jeanpierre, Thierry Lacroix et Christian Califano  | 9 460 000                 | 68,3 %           | [ 23 ]     |
| 23 octobre 2011   | France - Nouvelle-Zélande | Phases finales de la Coupe du monde 2011  | TF1      | Christian Jeanpierre, Thierry Lacroix et Christian Califano  | 15 350 000                | 82,3 %           | [ 23 ]     |
| 19 septembre 2015 | France - Italie           | Phase de poule de la Coupe du monde 2015  | TF1      | Christian Jeanpierre, Bernard Laporte et Christian Califano  | 8 800 000                 | 40,1 %           | [ 24 ]     |
| 1er octobre 2015  | France - Roumanie         | Phase de poule de la Coupe du monde 2015  | TF1      | Christian Jeanpierre, Bernard Laporte et Christian Califano  | 8 600 000                 | 36 %             | [ 24 ]     |
| 1er octobre 2015  | France - Canada           | Phase de poule de la Coupe du monde 2015  | TF1      | Christian Jeanpierre, Bernard Laporte et Christian Califano  | 9 000 000                 | 37,9 %           | [ 24 ]     |
| 11 octobre 2015   | France - Irlande          | Phase de poule de la Coupe du monde 2015  | TF1      | Christian Jeanpierre, Bernard Laporte et Christian Califano  | 10 900 000                | 53,1 %           | [ 24 ]     |
| 17 octobre 2015   | Nouvelle-Zélande - France | Quart-de-finale de la Coupe du monde 2015 | TF1      | Christian Jeanpierre, Bernard Laporte et Christian Califano  | 12 000 000                | 48 %             | [ 24 ]     |
| 21 septembre 2019 | France - Argentine        | Phase de poule de la Coupe du monde 2019  | TF1      | Christian Jeanpierre, Dimitri Yachvili et Christian Califano | 4 279 000                 | 56,9 %           | [ 25 ]     |
| 2 octobre 2019    | France - États-Unis       | Phase de poule de la Coupe du monde 2019  | TF1      | Christian Jeanpierre, Dimitri Yachvili et Christian Califano | 2 684 000                 | 48,3 %           | [ 25 ]     |
| 6 octobre 2019    | France - Tonga            | Phase de poule de la Coupe du monde 2019  | TF1      | Christian Jeanpierre, Dimitri Yachvili et Christian Califano | 5 207 000                 | 54,4 %           | [ 25 ]     |
| 20 octobre 2019   | Pays de Galles - France   | Quart-de-finale de la Coupe du monde 2019 | TF1      | Christian Jeanpierre, Dimitri Yachvili et Christian Califano | 6 739 000                 | 62,9 %           | [ 25 ]     |
| 8 septembre 2023  | France - Nouvelle-Zélande | Phase de poule de la Coupe du monde 2023  | TF1      | François Trillo, Benjamin Kayser et Christian Califano       | 15 408 000                | 64,5 %           | [ 26 ]     |
| 14 septembre 2023 | France - Uruguay          | Phase de poule de la Coupe du monde 2023  | TF1      | François Trillo, Benjamin Kayser et Christian Califano       | 11 778 000                | 52,7 %           | [ 27 ]     |
| 21 septembre 2023 | France - Namibie          | Phase de poule de la Coupe du monde 2023  | France 2 | Matthieu Lartot, Dimitri Yachvili et Hélène Macurdy          | 10 728 000                | 47,6 %           | [ 28 ]     |
| 6 octobre 2023    | France - Italie           | Phase de poule de la Coupe du monde 2023  | TF1      | François Trillo, Benjamin Kayser et Christian Califano       | 13 005 000                | 56,2 %           | [ 29 ]     |
| 15 octobre 2023   | France - Afrique du Sud   | Quart-de-finale de la Coupe du monde 2023 | TF1      | François Trillo, Benjamin Kayser et Christian Califano       | 16 500 000                | 62,5 %           |            |

Légende :
- Les plus hauts chiffres d'audience
- Les plus bas chiffres d'audience

### Tournoi des Six Nations
| Date             | Match                   | Compétition                  | Chaîne   | Commentateurs                                        | Audience moyenne          | Audience moyenne | Références |
| Date             | Match                   | Compétition                  | Chaîne   | Commentateurs                                        | Nombre de téléspectateurs | PDM              | Références |
| ---------------- | ----------------------- | ---------------------------- | -------- | ---------------------------------------------------- | ------------------------- | ---------------- | ---------- |
| 27 mars 2004     | France Angleterre       | Tournoi des Six Nations 2004 | France 2 | Pierre Salviac, Thierry Lacroix et Cédric Beaudou    | 8 800 000                 | 38 %             |            |
| 3 février 2008   | Écosse France           | Tournoi des Six Nations 2008 | France 2 | Jean Abeilhou, Fabien Galthié et Cédric Beaudou      | 5 100 000                 |                  | [ 30 ]     |
| 9 février 2008   | France Irlande          | Tournoi des Six Nations 2008 | France 2 | Jean Abeilhou, Fabien Galthié et Cédric Beaudou      | 4 800 000                 |                  | [ 30 ]     |
| 23 février 2008  | France Angleterre       | Tournoi des Six Nations 2008 | France 2 | Jean Abeilhou, Fabien Galthié et Cédric Beaudou      | 7 000 000                 | 31,1 %           | [ 31 ]     |
| 9 mars 2008      | France Italie           | Tournoi des Six Nations 2008 | France 2 | Jean Abeilhou, Fabien Galthié et Cédric Beaudou      | 4 800 000                 |                  | [ 30 ]     |
| 15 mars 2008     | Pays de Galles France   | Tournoi des Six Nations 2008 | France 2 | Jean Abeilhou, Fabien Galthié et Cédric Beaudou      | 5 200 000                 |                  |            |
| 7 févier 2009    | Irlande France          | Tournoi des Six Nations 2009 | France 2 | Matthieu Lartot, Fabien Galthié et Cédric Beaudou    | 5 300 000                 | 30,8%            |            |
| 27 février 2009  | France Pays de Galles   | Tournoi des Six Nations 2009 | France 2 | Matthieu Lartot, Fabien Galthié et Cédric Beaudou    | 6 100 000                 | 26 %             | [ 32 ]     |
| 15 mars 2009     | Angleterre France       | Tournoi des Six Nations 2009 | France 2 | Matthieu Lartot, Fabien Galthié et Cédric Beaudou    | 5 000 000                 | 39,9%            |            |
| 7 février 2010   | France Écosse           | Tournoi des Six Nations 2010 | France 2 | Matthieu Lartot, Fabien Galthié et Cédric Beaudou    | 4 700 000                 | 32,7%            |            |
| 13 février 2010  | France Irlande          | Tournoi des Six Nations 2010 | France 2 | Matthieu Lartot, Fabien Galthié et Cédric Beaudou    | 6 400 000                 | 36,5 %           | [ 33 ]     |
| 26 février 2010  | Pays de Galles France   | Tournoi des Six Nations 2010 | France 2 | Matthieu Lartot, Fabien Galthié et Cédric Beaudou    | 5 800 000                 | 24,4 %           | [ 34 ]     |
| 20 mars 2010     | France Angleterre       | Tournoi des Six Nations 2010 | France 2 | Matthieu Lartot, Fabien Galthié et Cédric Beaudou    | 8 300 000                 | 35,2 %           |            |
| 5 février 2011   | France Écosse           | Tournoi des Six Nations 2011 | France 2 | Matthieu Lartot, Fabien Galthié et Cédric Beaudou    | 5 000 000                 | 31,6%            |            |
| 13 février 2011  | Irlande France          | Tournoi des Six Nations 2011 | France 2 | Matthieu Lartot, Fabien Galthié et Cédric Beaudou    | 5 600 000                 | 37,4%            |            |
| 26 février 2011  | Angleterre France       | Tournoi des Six Nations 2011 | France 2 | Matthieu Lartot, Fabien Galthié et Cédric Beaudou    | 6 200 000                 |                  |            |
| 19 mars 2011     | France - Pays de Galles | Tournoi des Six Nations 2011 | France 2 | Matthieu Lartot, Fabien Galthié et Cédric Beaudou    | 5 180 000                 | 22,6 %           | [ 35 ]     |
| 4 février 2012   | France Italie           | Tournoi des Six Nations 2012 | France 2 | Matthieu Lartot, Fabien Galthié et Philippe Lafon    | 5 000 000                 | 36,2 %           | [ 36 ]     |
| 26 février 2012  | Écosse France           | Tournoi des Six Nations 2012 | France 2 | Matthieu Lartot, Fabien Galthié et Philippe Lafon    | 6 000 000                 | 39,2 %           | [ 36 ]     |
| 4 mars 2012      | France Irlande          | Tournoi des Six Nations 2012 | France 2 | Matthieu Lartot, Fabien Galthié et Philippe Lafon    | 6 700 000                 | 39,7 %           | [ 36 ]     |
| 11 mars 2012     | France Angleterre       | Tournoi des Six Nations 2012 | France 2 | Matthieu Lartot, Fabien Galthié et Philippe Lafon    | 6 740 000                 | 42,7 %           | [ 36 ]     |
| 17 mars 2012     | Pays de Galles France   | Tournoi des Six Nations 2012 | France 2 | Matthieu Lartot, Fabien Galthié et Philippe Lafon    | 4 900 000                 | 37,9 %           | [ 36 ]     |
| 3 février 2013   | Italie France           | Tournoi des Six Nations 2013 | France 2 | Matthieu Lartot, Fabien Galthié et Philippe Lafon    | 5 690 000                 | 35,1 %           | [ 37 ]     |
| 9 février 2013   | France Pays de Galles   | Tournoi des Six Nations 2013 | France 2 | Matthieu Lartot, Fabien Galthié et Philippe Lafon    | 5 580 000                 | 29,8 %           | [ 37 ]     |
| 23 février 2013  | Angleterre France       | Tournoi des Six Nations 2013 | France 2 | Matthieu Lartot, Fabien Galthié et Philippe Lafon    | 5 980 000                 | 31,5 %           | [ 37 ]     |
| 9 mars 2013      | Irlande France          | Tournoi des Six Nations 2013 | France 2 | Matthieu Lartot, Fabien Galthié et Philippe Lafon    | 4 780 000                 | 28,9 %           | [ 37 ]     |
| 16 mars 2013     | France Écosse           | Tournoi des Six Nations 2013 | France 2 | Matthieu Lartot, Fabien Galthié et Philippe Lafon    | 4 820 000                 | 19,6 %           | [ 37 ]     |
| 1 février 2014   | France Angleterre       | Tournoi des Six Nations 2014 | France 2 | Matthieu Lartot, Fabien Galthié et Philippe Lafon    | 6 400 000                 | 34,1%            |            |
| 21 février 2014  | Pays de Galles France   | Tournoi des Six Nations 2014 | France 2 | Matthieu Lartot, Fabien Galthié et Philippe Lafon    | 5 700 000                 | 23 %             | [ 38 ]     |
| 8 mars 2014      | Écosse France           | Tournoi des Six Nations 2014 | France 2 | Matthieu Lartot, Fabien Galthié et Philippe Lafon    | 4 211 000                 | 27,6%            |            |
| 15 mars 2014     | France Irlande          | Tournoi des Six Nations 2014 | France 2 | Matthieu Lartot, Fabien Galthié et Philippe Lafon    | 5 400 000                 | 32,5 %           | [ 39 ]     |
| 7 février 2015   | France Écosse           | Tournoi des Six Nations 2015 | France 2 | Matthieu Lartot, Fabien Galthié et Clémentine Sarlat | 5 700 000                 | 32 %             | [ 40 ]     |
| 14 février 2015  | Irlande France          | Tournoi des Six Nations 2015 | France 2 | Matthieu Lartot, Fabien Galthié et Clémentine Sarlat | 5 200 000                 | 29,4 %           | [ 41 ]     |
| 28 février 2015  | France Pays de Galles   | Tournoi des Six Nations 2015 | France 2 | Matthieu Lartot, Fabien Galthié et Clémentine Sarlat | 5 200 000                 | 30,7 %           | [ 42 ]     |
| 15 mars 2015     | Italie France           | Tournoi des Six Nations 2015 | France 2 | Matthieu Lartot, Fabien Galthié et Clémentine Sarlat | 4 400 000                 | 30,4 %           | [ 43 ]     |
| 21 mars 2015     | Angleterre France       | Tournoi des Six Nations 2015 | France 2 | Matthieu Lartot, Fabien Galthié et Clémentine Sarlat | 5 300 000                 | 31,2 %           | [ 44 ]     |
| 6 février 2016   | France Italie           | Tournoi des Six Nations 2016 | France 2 | Matthieu Lartot, Fabien Galthié et Clémentine Sarlat | 4 330 000                 | 35,1 %           | [ 45 ]     |
| 13 février 2016  | France Irlande          | Tournoi des Six Nations 2016 | France 2 | Matthieu Lartot, Fabien Galthié et Clémentine Sarlat | 5 200 000                 | 38,5 %           | [ 46 ]     |
| 26 février 2016  | Pays de Galles France   | Tournoi des Six Nations 2016 | France 2 | Matthieu Lartot, Fabien Galthié et Clémentine Sarlat | 5 500 000                 | 22,0 %           | [ 47 ]     |
| 13 mars 2016     | Écosse France           | Tournoi des Six Nations 2016 | France 2 | Matthieu Lartot, Fabien Galthié et Clémentine Sarlat | 4 350 000                 | 31,5 %           | [ 48 ]     |
| 19 mars 2016     | France Angleterre       | Tournoi des Six Nations 2016 | France 2 | Matthieu Lartot, Fabien Galthié et Clémentine Sarlat | 5 040 000                 | 22,6 %           | [ 49 ]     |
| 5 février 2017   | Angleterre France       | Tournoi des Six Nations 2017 | France 2 | Matthieu Lartot, Fabien Galthié et Clémentine Sarlat | 5 120 000                 | 30,2 %           | [ 50 ]     |
| 12 février 2017  | France Écosse           | Tournoi des Six Nations 2017 | France 2 | Matthieu Lartot, Fabien Galthié et Clémentine Sarlat | 5 200 000                 | 34,6 %           | [ 51 ]     |
| 25 février 2017  | Irlande France          | Tournoi des Six Nations 2017 | France 2 | Matthieu Lartot, Fabien Galthié et Clémentine Sarlat | 4 710 000                 | 29 %             | [ 52 ]     |
| 11 mars 2017     | Italie France           | Tournoi des Six Nations 2017 | France 2 | Matthieu Lartot, Fabien Galthié et Clémentine Sarlat | 2 820 000                 | 27,4 %           | [ 53 ]     |
| 18 mars 2017     | France Pays de Galles   | Tournoi des Six Nations 2017 | France 2 | Matthieu Lartot, Fabien Galthié et Clémentine Sarlat | 4 110 000                 | 33 %             | [ 54 ]     |
| 3 février 2018   | France Irlande          | Tournoi des Six Nations 2018 | France 2 | Matthieu Lartot, Fabien Galthié et Clémentine Sarlat | 4 922 000                 | 29,6 %           | [ 55 ]     |
| 11 février 2018  | Écosse France           | Tournoi des Six Nations 2018 | France 2 | Matthieu Lartot, Fabien Galthié et Clémentine Sarlat | 4 740 000                 | 31,1 %           | [ 56 ]     |
| 23 février 2018  | France Italie           | Tournoi des Six Nations 2018 | France 2 | Matthieu Lartot, Fabien Galthié et Clémentine Sarlat | 4 966 000                 | 21,6 %           | [ 57 ]     |
| 10 mars 2018     | France Angleterre       | Tournoi des Six Nations 2018 | France 2 | Matthieu Lartot, Fabien Galthié et Clémentine Sarlat | 4 992 000                 | 32,1 %           | [ 58 ]     |
| 17 mars 2018     | Pays de Galles France   | Tournoi des Six Nations 2018 | France 2 | Matthieu Lartot, Fabien Galthié et Clémentine Sarlat | 4 941 000                 | 29,7 %           | [ 59 ]     |
| 1er février 2019 | France Pays de Galles   | Tournoi des Six Nations 2019 | France 2 | Matthieu Lartot, Fabien Galthié et Cécile Grès       | 5 183 000                 | 23,4 %           | [ 60 ]     |
| 10 février 2019  | Angleterre France       | Tournoi des Six Nations 2019 | France 2 | Matthieu Lartot, Fabien Galthié et Cécile Grès       | 4 510 000                 | 30,3 %           | [ 61 ]     |
| 23 février 2019  | France Écosse           | Tournoi des Six Nations 2019 | France 2 | Matthieu Lartot, Fabien Galthié et Cécile Grès       | 3 390 000                 | 33,9 %           | [ 62 ]     |
| 10 mars 2019     | Irlande France          | Tournoi des Six Nations 2019 | France 2 | Matthieu Lartot, Fabien Galthié et Cécile Grès       | 3 910 000                 | 29,1 %           | [ 63 ]     |
| 10 mars 2019     | Italie France           | Tournoi des Six Nations 2019 | France 2 | Matthieu Lartot, Fabien Galthié et Cécile Grès       | 3 070 000                 | 24,3 %           | [ 64 ]     |
| 2 février 2020   | France Angleterre       | Tournoi des Six Nations 2020 | France 2 | Matthieu Lartot, Dimitri Yachvili et Cécile Grès     | 5 710 000                 | 39,0 %           | [ 65 ]     |
| 9 février 2020   | France Italie           | Tournoi des Six Nations 2020 | France 2 | Matthieu Lartot, Dimitri Yachvili et Cécile Grès     | 5 770 000                 | 38,9 %           | [ 66 ]     |
| 22 février 2020  | Pays de Galles France   | Tournoi des Six Nations 2020 | France 2 | Matthieu Lartot, Dimitri Yachvili et Cécile Grès     | 5 640 000                 | 35,8 %           | [ 67 ]     |
| 8 mars 2020      | Écosse France           | Tournoi des Six Nations 2020 | France 2 | Matthieu Lartot, Dimitri Yachvili et Cécile Grès     | 5 580 000                 | 39,1 %           | [ 68 ]     |
| 31 octobre 2020  | France Irlande          | Tournoi des Six Nations 2020 | France 2 | Matthieu Lartot, Dimitri Yachvili et Cécile Grès     | 5 591 000                 | 22,4 %           | [ 69 ]     |
| 6 février 2021   | Italie France           | Tournoi des Six Nations 2021 | France 2 | Matthieu Lartot, Dimitri Yachvili et Cécile Grès     | 3 990 000                 | 32,2 %           | [ 70 ]     |
| 14 février 2021  | Irlande France          | Tournoi des Six Nations 2021 | France 2 | Matthieu Lartot, Dimitri Yachvili et Cécile Grès     | 5 860 000                 | 37,3 %           | [ 71 ]     |
| 13 mars 2021     | Angleterre France       | Tournoi des Six Nations 2021 | France 2 | Matthieu Lartot, Dimitri Yachvili et Benjamin Kayser | 6 440 000                 | 34,9 %           | [ 72 ]     |
| 20 mars 2021     | France Pays de Galles   | Tournoi des Six Nations 2021 | France 2 | Matthieu Lartot, Dimitri Yachvili et Cécile Grès     | 6 134 000                 | 25,7 %           | [ 73 ]     |
| 26 mars 2021     | France Écosse           | Tournoi des Six Nations 2021 | France 2 | Matthieu Lartot, Dimitri Yachvili et Cécile Grès     | 7 650 000                 | 29,2 %           | [ 74 ]     |
| 6 février 2022   | France Italie           | Tournoi des Six Nations 2022 | France 2 | Matthieu Lartot, Dimitri Yachvili et Hélène Macurdy  | 5 870 000                 | 40,4 %           | [ 75 ]     |
| 12 février 2022  | France Irlande          | Tournoi des Six Nations 2022 | France 2 | Matthieu Lartot, Dimitri Yachvili et Hélène Macurdy  | 6 450 000                 | 40,4 %           | [ 76 ]     |
| 26 février 2022  | Écosse France           | Tournoi des Six Nations 2022 | France 2 | Matthieu Lartot, Dimitri Yachvili et Cécile Grès     | 5 050 000                 | 44,8 %           | [ 77 ]     |
| 11 mars 2022     | Pays de Galles France   | Tournoi des Six Nations 2022 | France 2 | Matthieu Lartot, Dimitri Yachvili et Cécile Grès     | 6 884 000                 | 30,7 %           | [ 78 ]     |
| 19 mars 2022     | France Angleterre       | Tournoi des Six Nations 2022 | France 2 | Matthieu Lartot, Dimitri Yachvili et Cécile Grès     | 8 951 000                 | 38,9 %           | [ 79 ]     |
| 6 février 2023   | Italie France           | Tournoi des Six Nations 2023 | France 2 | Matthieu Lartot, Dimitri Yachvili et Cécile Grès     | 5 590 000                 | 42,4 %           | [ 80 ]     |
| 11 février 2023  | Irlande France          | Tournoi des Six Nations 2023 | France 2 | Matthieu Lartot, Dimitri Yachvili et Cécile Grès     | 5 630 000                 | 46,2 %           | [ 81 ]     |
| 26 février 2023  | France Écosse           | Tournoi des Six Nations 2023 | France 2 | Matthieu Lartot, Dimitri Yachvili et Cécile Grès     | 6 660 000                 | 45,9 %           | [ 82 ]     |
| 11 mars 2023     | Angleterre France       | Tournoi des Six Nations 2023 | France 2 | Matthieu Lartot, Dimitri Yachvili et Cécile Grès     | 7 230 000                 | 46,2 %           | [ 83 ]     |
| 18 mars 2023     | France Pays de Galles   | Tournoi des Six Nations 2023 | France 2 | Matthieu Lartot, Dimitri Yachvili et Cécile Grès     | 5 750 000                 | 47,4 %           | [ 84 ]     |
| 2 février 2024   | France Irlande          | Tournoi des Six Nations 2024 | France 2 | Matthieu Lartot, Dimitri Yachvili et Hélène Macurdy  | 6 645 000                 | 33,6 %           | [ 85 ]     |
| 10 février 2024  | Écosse France           | Tournoi des Six Nations 2024 | France 2 | Matthieu Lartot, Dimitri Yachvili et Hélène Macurdy  | 4 960 000                 | 42,0 %           | [ 86 ]     |
| 25 février 2024  | France Italie           | Tournoi des Six Nations 2024 | France 2 | Matthieu Lartot, Dimitri Yachvili et Hélène Macurdy  | 5 720 000                 | 41,2 %           | [ 87 ]     |
| 10 mars 2024     | Pays de Galles France   | Tournoi des Six Nations 2024 | France 2 | Matthieu Lartot, Dimitri Yachvili et Hélène Macurdy  | 5 710 000                 | 43,8 %           | [ 88 ]     |
| 16 mars 2024     | France Angleterre       | Tournoi des Six Nations 2024 | France 2 | Matthieu Lartot, Dimitri Yachvili et Hélène Macurdy  | 6 705 000                 | 32,3 %           | [ 89 ]     |
| 31 janvier 2025  | France Pays de Galles   | Tournoi des Six Nations 2025 | France 2 | Matthieu Lartot, Dimitri Yachvili et Hélène Macurdy  | 6 666 000                 | 35,8 %           | [ 90 ]     |
| 8 février 2025   | Angleterre France       | Tournoi des Six Nations 2025 | France 2 | Matthieu Lartot, Dimitri Yachvili et Hélène Macurdy  | 8 070 000                 | 49,3 %           | [ 91 ]     |
| 23 mars 2025     | Italie France           | Tournoi des Six Nations 2025 | France 2 | Matthieu Lartot, Dimitri Yachvili et Hélène Macurdy  | 5 900 000                 | 45,2%            | [ 92 ]     |
| 8 mars 2025      | Irlande France          | Tournoi des Six Nations 2025 | France 2 | Matthieu Lartot, Dimitri Yachvili et Hélène Macurdy  | 6 500 000                 | 57,1%            | [ 93 ]     |
| 15 mars 2025     | France Écosse           | Tournoi des Six Nations 2025 | France 2 | Matthieu Lartot, Dimitri Yachvili et Hélène Macurdy  | 9 513 000                 | 46,1%            | [ 94 ]     |

Légende :
- Les plus hauts chiffres d'audience
- Les plus bas chiffres d'audience

|  |

| Année | Part d'audience | Audience  |
| ----- | --------------- | --------- |
| 2012  | 39,04%          | 5 870 000 |
| 2013  | 29%             | 5 370 000 |
| 2014  | 29,8%           | 5 500 000 |
| 2015  | 30,74%          | 5 160 000 |
| 2016  | 29,94%          | 4 880 000 |
| 2017  | 30,84%          | 4 390 000 |
| 2018  | 28,8%           | 4 910 000 |
| 2019  | 28,2%           | 4 010 000 |
| 2020  | 35,04%          | 5 660 000 |
| 2021  | 31,82%          | 6 020 000 |
| 2022  | 39,04%          | 6 640 000 |
| 2023  | 45,62%          | 6 170 000 |
| 2024  | 38,58%          | 5 940 000 |
| 2025  | 46,70%          | 7 340 000 |

### Tests-matchs
| Date             | Match                     | Compétition                                    | Chaîne   | Commentateurs                                               | Audience moyenne          | Audience moyenne | Références        |
| Date             | Match                     | Compétition                                    | Chaîne   | Commentateurs                                               | Nombre de téléspectateurs | PDM              | Références        |
| ---------------- | ------------------------- | ---------------------------------------------- | -------- | ----------------------------------------------------------- | ------------------------- | ---------------- | ----------------- |
| 13 novembre 2009 | France - Afrique du Sud   | Tournée d'automne 2009                         | France 2 | Matthieu Lartot, Fabien Galthié et Cédric Beaudou           | 5 500 000                 | 21,3 %           | [réf. nécessaire] |
| 21 novembre 2009 | France - Samoa            | Tournée d'automne 2009                         | France 2 | Matthieu Lartot, Fabien Galthié et Cédric Beaudou           | 4 400 000                 | 26,8 %           | [réf. nécessaire] |
| 28 novembre 2009 | France - Nouvelle-Zélande | Tournée d'automne 2009                         | France 2 | Matthieu Lartot, Fabien Galthié et Cédric Beaudou           | 6 800 000                 | 29,2 %           | [réf. nécessaire] |
| 13 août 2011     | France - Irlande          | Matchs de préparation à la Coupe du monde 2011 | France 2 | Matthieu Lartot, Fabien Galthié et Cédric Beaudou           | 3 618 000                 | 21,2 %           | [ 95 ]            |
| 20 août 2011     | Irlande - France          | Matchs de préparation à la Coupe du monde 2011 | France 2 | Matthieu Lartot, Fabien Galthié et Cédric Beaudou           | 2 800 000                 | 26 %             | [ 96 ]            |
| 9 novembre 2013  | France - Nouvelle-Zélande | Tournée d'automne 2013                         | France 2 | Matthieu Lartot, Fabien Galthié et Philippe Lafon           | 6 100 000                 | 25 %             | ,                 |
| 23 novembre 2013 | France - Afrique du Sud   | Tournée d'automne 2013                         | France 2 | Matthieu Lartot, Fabien Galthié et Philippe Lafon           | 5 200 000                 | 21,8 %           | [ 99 ]            |
| 8 novembre 2014  | France - Fidji            | Tournée d'automne 2014                         | France 2 | Matthieu Lartot, Fabien Galthié et Clémentine Sarlat        | 3 710 000                 | 22,4 %           | [ 100 ]           |
| 15 novembre 2014 | France - Australie        | Tournée d'automne 2014                         | France 2 | Matthieu Lartot, Fabien Galthié et Clémentine Sarlat        | 5 000 000                 | 22,3 %           | [ 101 ]           |
| 22 novembre 2014 | France - Argentine        | Tournée d'automne 2014                         | France 2 | Matthieu Lartot, Fabien Galthié et Clémentine Sarlat        | 4 549 000                 | 20,1 %           | [ 102 ]           |
| 15 août 2015     | Angleterre - France       | Matchs de préparation à la Coupe du monde 2015 | France 2 | Matthieu Lartot, Fabien Galthié et Clémentine Sarlat        | 4 077 000                 | 23 %             | [ 103 ]           |
| 22 août 2015     | France - Angleterre       | Matchs de préparation à la Coupe du monde 2015 | France 2 | Matthieu Lartot, Fabien Galthié et Clémentine Sarlat        | 4 364 000                 | 24,5 %           | [ 104 ]           |
| 5 septembre 2015 | France - Écosse           | Matchs de préparation à la Coupe du monde 2015 | France 2 | Matthieu Lartot, Fabien Galthié et Clémentine Sarlat        | 4 318 000                 | 21,8 %           | [ 105 ]           |
| 12 novembre 2016 | France - Samoa            | Tournée d'automne 2016                         | France 2 | Matthieu Lartot, Fabien Galthié et Clémentine Sarlat        | 2 900 000                 | 19,4 %           | [ 106 ]           |
| 19 novembre 2016 | France - Australie        | Tournée d'automne 2016                         | France 2 | Matthieu Lartot, Fabien Galthié et Clémentine Sarlat        | 3 990 000                 | 17,9 %           | [ 107 ]           |
| 26 novembre 2016 | France - Nouvelle-Zélande | Tournée d'automne 2016                         | France 2 | Matthieu Lartot, Fabien Galthié et Clémentine Sarlat        | 4 970 000                 | 22,5 %           | [ 107 ]           |
| 11 novembre 2017 | France - Nouvelle-Zélande | Tournée d'automne 2017                         | France 2 | Matthieu Lartot, Fabien Galthié et Philippe Lafon           | 5 324 000                 | 23,9 %           | [ 108 ]           |
| 18 novembre 2017 | France - Afrique du Sud   | Tournée d'automne 2017                         | France 2 | Matthieu Lartot, Fabien Galthié et Philippe Lafon           | 4 255 000                 | 19,6 %           | [ 109 ]           |
| 25 novembre 2017 | France - Japon            | Tournée d'automne 2017                         | France 2 | Matthieu Lartot, Fabien Galthié et Benoît Durand            | 4 171 000                 | 19,4 %           | [ 110 ]           |
| 10 novembre 2018 | France - Afrique du Sud   | Tournée d'automne 2018                         | France 2 | Matthieu Lartot, Fabien Galthié et Cédric Beaudou           | 3 778 000                 | 17,7 %           | [ 111 ]           |
| 18 novembre 2018 | France - Argentine        | Tournée d'automne 2018                         | France 2 | Matthieu Lartot, Fabien Galthié et Cédric Beaudou           | 3 554 000                 | 16,7 %           | [ 112 ]           |
| 24 novembre 2018 | France - Fidji            | Tournée d'automne 2018                         | France 2 | Matthieu Lartot, Fabien Galthié et Cédric Beaudou           | 3 429 000                 | 16,2 %           | [ 113 ]           |
| 17 août 2019     | France - Écosse           | Matchs de préparation à la Coupe du monde 2019 | France 2 | Matthieu Lartot, Jérôme Cazalbou et Cécile Grès             | 2 715 000                 | 17,5 %           | [ 114 ]           |
| 24 août 2019     | Écosse - France           | Matchs de préparation à la Coupe du monde 2019 | France 2 | Matthieu Lartot, Jérôme Cazalbou et Cécile Grès             | 2 150 000                 | 22,7 %           | [ 115 ]           |
| 30 août 2019     | France - Italie           | Matchs de préparation à la Coupe du monde 2019 | TF1      | Christian Jeanpierre, Dimitri Yachvili et Clémentine Sarlat | 3 000 000                 | 17,6 %           | [ 116 ]           |
| 24 octobre 2020  | France - Pays de Galles   | Test-match                                     | France 2 | Matthieu Lartot, Dimitri Yachvili et Cécile Grès            | 3 930 000                 | 17,1 %           | [ 117 ]           |
| 22 novembre 2020 | Écosse - France           | Coupe d'automne des nations                    | France 2 | Matthieu Lartot, Dimitri Yachvili et Cécile Grès            | 3 960 000                 | 25,0 %           | [ 118 ]           |
| 28 novembre 2020 | France - Italie           | Coupe d'automne des nations                    | France 2 | Matthieu Lartot, Dimitri Yachvili et Cécile Grès            | 4 186 000                 | 16,9 %           | [ 119 ]           |
| 6 décembre 2020  | Angleterre - France       | Coupe d'automne des nations                    | France 2 | Matthieu Lartot, Dimitri Yachvili et Cécile Grès            | 4 440 000                 | 28,8 %           | [ 120 ]           |
| 17 juillet 2021  | Australie - France        | Tournée d'été 2021                             | Canal+   | Éric Bayle et Marc Lièvremont                               | 607 000                   | 5,4 %            |                   |
| 6 novembre 2021  | France - Argentine        | Tournée d'automne 2021                         | France 2 | Matthieu Lartot, Dimitri Yachvili et Cécile Grès            | 4 236 000                 | 21,0 %           | [ 121 ]           |
| 14 novembre 2021 | France - Géorgie          | Tournée d'automne 2021                         | France 2 | Matthieu Lartot, Dimitri Yachvili et Cécile Grès            | 3 470 000                 | 26,4 %           | [ 122 ]           |
| 20 novembre 2021 | France - Nouvelle-Zélande | Tournée d'automne 2021                         | France 2 | Matthieu Lartot, Dimitri Yachvili et Cécile Grès            | 6 302 000                 | 28,6 %           | [ 123 ]           |
| 2 juillet 2022   | Japon - France            | Tournée d'été 2022                             | TF1      | François Trillo et Benjamin Kayser                          | 854 000                   | 21,6 %           | [ 124 ]           |
| 3 juillet 2022   | Japon - France            | Tournée d'été 2022                             | TF1      | François Trillo et Benjamin Kayser                          | 899 000                   | 24,9 %           | [ 125 ]           |
| 5 novembre 2022  | France - Australie        | Tournée d'automne 2022                         | France 2 | Matthieu Lartot, Dimitri Yachvili et Cécile Grès            | 5 118 000                 | 23,7 %           | [ 126 ]           |
| 12 novembre 2022 | France - Afrique du Sud   | Tournée d'automne 2022                         | France 2 | Matthieu Lartot, Dimitri Yachvili et Cécile Grès            | 5 535 000                 | 25,9 %           | [ 127 ]           |
| 20 novembre 2022 | France - Japon            | Tournée d'automne 2022                         | France 2 | Matthieu Lartot, Dimitri Yachvili et Cécile Grès            | 4 280 000                 | 28,9 %           | [ 128 ]           |
| 5 août 2023      | Écosse - France           | Matchs de préparation à la Coupe du monde 2023 | TF1      | François Trillo, Benjamin Kayser et Christian Califano      | 3 680 000                 | 30,4 %           | [ 129 ]           |
| 12 août 2023     | France - Écosse           | Matchs de préparation à la Coupe du monde 2023 | TF1      | François Trillo, Benjamin Kayser et Christian Califano      | 4 344 000                 | 26,3 %           | [ 130 ]           |
| 19 août 2023     | France - Fidji            | Matchs de préparation à la Coupe du monde 2023 | TF1      | François Trillo, Benjamin Kayser et Christian Califano      | 4 192 000                 | 26,2 %           | [ 131 ]           |
| 27 août 2023     | France - Australie        | Matchs de préparation à la Coupe du monde 2023 | TF1      | François Trillo, Benjamin Kayser et Christian Califano      | 5 840 000                 | 39,8 %           | [ 132 ]           |
| 6 juillet 2024   | Argentine - France        | Tournée d'été 2024                             | Canal+   | Éric Bayle, Marc Lièvremont et Nicolas Dupin de Beyssat     | 211 000                   | 2,4 %            | [ 133 ]           |
| 13 juillet 2024  | Argentine - France        | Tournée d'été 2024                             | Canal+   | Éric Bayle, Marc Lièvremont et Nicolas Dupin de Beyssat     | 200 000                   | 2,5 %            | [ 134 ]           |
| 9 novembre 2024  | France - Japon            | Tournée d'automne 2024                         | TF1      | Stefan Etcheverry, Thomas Lombard et Christian Califano     | 4 533 000                 | 26,3 %           | [ 135 ]           |
| 16 novembre 2024 | France - Nouvelle-Zélande | Tournée d'automne 2024                         | TF1      | Stefan Etcheverry, Thomas Lombard et Christian Califano     | 7 272 000                 | 37,9 %           | [ 136 ]           |
| 22 novembre 2024 | France - Argentine        | Tournée d'automne 2024                         | TF1      | Stefan Etcheverry, Thomas Lombard et Christian Califano     | 6 684 000                 | 34,8 %           | [ 137 ]           |

Légende :
- Les plus hauts chiffres d'audience
- Les plus bas chiffres d'audience

## XV de France féminin
Les matches de l'équipe de France féminine de rugby à XV sont régulièrement diffusés sur France 4, et parfois sur France 2, de 2012 à 2021. À partir de novembre 2021, le XV de France féminin profite d'une meilleure exposition grâce à une diffusion de l'ensemble des matchs sur France 2 ou France 3.
Les matches sont commentés par Jean Abeilhou et une ancienne joueuse de l'équipe de France féminine, Estelle Sartini de 2012 à 2017,, Laura Di Muzio de 2018 à 2023, et Marie Sempéré depuis 2024. De 2015 à 2017, Sandrine Agricole est présente en bord de terrain pour interviewer les joueuses et entraîneurs,.
Les matchs de la Coupe du monde 2014 sont commentés par Matthieu Lartot, Estelle Sartini et Marie-Alice Yahé tandis que durant la Coupe du monde 2017, les commentateurs sont Matthieu Lartot et Sandrine Agricole.
Lors de la Coupe du monde 2021, les matchs sont commentés par François Trillo et Laura Di Muzio.
Le Groupe TF1 diffuse les matchs de l'équipe de France dans la WXV, nouvelle compétition organisée à partir de 2023. Lors du WXV 2023, les rencontres sont diffusées sur TMC et commentées par Rémy Mességué et Marjorie Mayans. En 2024, elles sont commentées par Stefan Etcheverry et Marie Sempéré, toujours sur TMC.

### Audiences
| Date             | Match                     | Compétition                  | Chaîne   | Commentateurs                                        | Audience moyenne          | Audience moyenne | Références |
| Date             | Match                     | Compétition                  | Chaîne   | Commentateurs                                        | Nombre de téléspectateurs | PDM              | Références |
| ---------------- | ------------------------- | ---------------------------- | -------- | ---------------------------------------------------- | ------------------------- | ---------------- | ---------- |
| 1er août 2014    | France - Pays de Galles   | Coupe du monde 2014          | France 4 | Matthieu Lartot, Estelle Sartini et Marie-Alice Yahé | 1 000 000                 | 5,3 %            | [ 142 ]    |
| 5 août 2014      | France - Afrique du Sud   | Coupe du monde 2014          | France 4 | Matthieu Lartot, Estelle Sartini et Marie-Alice Yahé | 1 500 000                 | 7,4 %            | [ 143 ]    |
| 9 août 2014      | France - Australie        | Coupe du monde 2014          | France 4 | Matthieu Lartot, Estelle Sartini et Marie-Alice Yahé | 1 800 000                 | 10,2 %           | [ 144 ]    |
| 14 août 2014     | France - Canada           | Coupe du monde 2014          | France 4 | Matthieu Lartot, Estelle Sartini et Marie-Alice Yahé | 2 200 000                 | 10,2 %           | [ 145 ]    |
| 17 août 2017     | France - Irlande          | Coupe du monde 2017          | France 2 | Matthieu Lartot et Sandrine Agricole                 | 2 343 000                 | 12,1 %           | [ 146 ]    |
| 22 août 2017     | Angleterre - France       | Coupe du monde 2017          | France 2 | Matthieu Lartot et Sandrine Agricole                 | 3 020 000                 | 15,1 %           | [ 147 ]    |
| 9 novembre 2018  | France - Nouvelle-Zélande | Tournée d'automne            | France 4 | Jean Abeilhou et Laura Di Muzio                      | 761 000                   | 3,6 %            | [ 148 ]    |
| 17 novembre 2018 | France - Nouvelle-Zélande | Tournée d'automne            | France 2 | Jean Abeilhou et Laura Di Muzio                      | 1 300 000                 | 10,8 %           | [ 149 ]    |
| 2 février 2019   | France - Pays de Galles   | Tournoi des Six Nations 2019 | France 4 | Jean Abeilhou et Laura Di Muzio                      | 812 000                   | 3,7 %            | [ 150 ]    |
| 10 février 2019  | Angleterre - France       | Tournoi des Six Nations 2019 | France 2 | Jean Abeilhou et Laura Di Muzio                      | 2 210 000                 | 16 %             | [ 151 ]    |
| 23 février 2019  | France - Écosse           | Tournoi des Six Nations 2019 | France 4 | Jean Abeilhou et Laura Di Muzio                      | 788 000                   | 3,7 %            | [ 152 ]    |
| 9 mars 2019      | Irlande - France          | Tournoi des Six Nations 2019 | France 4 | Jean Abeilhou et Laura Di Muzio                      | 683 000                   | 3,3 %            | [ 153 ]    |
| 17 mars 2019     | Italie - France           | Tournoi des Six Nations 2019 | France 4 | Jean Abeilhou et Laura Di Muzio                      | 512 000                   | 4,1 %            | [ 154 ]    |
| 6 juillet 2019   | France - Nouvelle-Zélande | Super Series 2019            | France 2 | Jean Abeilhou et Laura Di Muzio                      | 599 000                   | 9,8 %            | [ 155 ]    |
| 16 novembre 2019 | Angleterre - France       | Tournée d'automne            | France 2 | Jean Abeilhou, Laura Di Muzio et Cécile Grès         | 1 020 000                 | 9,1 %            | [ 156 ]    |
| 2 février 2020   | France - Angleterre       | Tournoi des Six Nations 2020 | France 2 | Jean Abeilhou, Laura Di Muzio et Inès Hirigoyen      | 1 920 000                 | 13,9 %           | [ 65 ]     |
| 8 février 2020   | France - Italie           | Tournoi des Six Nations 2020 | France 4 | Jean Abeilhou, Laura Di Muzio et Inès Hirigoyen      | 901 000                   | 4,4 %            | [ 157 ]    |
| 25 octobre 2020  | Écosse - France           | Tournoi des Six Nations 2020 | France 2 | Jean Abeilhou et Laura Di Muzio                      | 1 050 000                 | 8,3 %            | [ 158 ]    |
| 3 avril 2021     | France - Pays de Galles   | Tournoi des Six Nations 2021 | France 4 | Jean Abeilhou, Laura Di Muzio et Raphaëlle Talbot    | 933 000                   | 3,9 %            | [ 159 ]    |
| 24 avril 2021    | Angleterre - France       | Tournoi des Six Nations 2021 | France 2 | Jean Abeilhou, Laura Di Muzio et Benjamin Kayser     | 1 160 000                 | 13,3 %           | [ 160 ]    |
| 30 avril 2021    | France - Angleterre       | Test-match                   | France 4 | Jean Abeilhou, Laura Di Muzio et Inès Hirigoyen      | 638 000                   | 2,5 %            | [ 161 ]    |
| 6 novembre 2021  | France - Afrique du Sud   | Tournée d'automne            | France 2 | Jean Abeilhou, Laura Di Muzio et Inès Hirigoyen      | 789 000                   | 9,2 %            | [ 162 ]    |
| 13 novembre 2021 | France - Nouvelle-Zélande | Tournée d'automne            | France 2 | Jean Abeilhou, Laura Di Muzio et Inès Hirigoyen      | 1 530 000                 | 15,9 %           | [ 163 ]    |
| 20 novembre 2021 | France - Nouvelle-Zélande | Tournée d'automne            | France 2 | Jean Abeilhou, Laura Di Muzio et Inès Hirigoyen      | 1 860 000                 | 19,2 %           | [ 164 ]    |
| 27 mars 2022     | France - Italie           | Tournoi des Six Nations 2022 | France 2 | Jean Abeilhou, Laura Di Muzio et Inès Hirigoyen      | 825 000                   | 9,9 %            | [ 165 ]    |
| 2 avril 2022     | France - Irlande          | Tournoi des Six Nations 2022 | France 2 | Jean Abeilhou, Laura Di Muzio et Inès Hirigoyen      | 1 560 000                 | 15,4 %           | [ 166 ]    |
| 10 avril 2022    | Écosse - France           | Tournoi des Six Nations 2022 | France 2 | Jean Abeilhou, Laura Di Muzio et Inès Hirigoyen      | 1 210 000                 | 12,1 %           | [ 167 ]    |
| 22 avril 2022    | Pays de Galles - France   | Tournoi des Six Nations 2022 | France 3 | Jean Abeilhou, Laura Di Muzio et Inès Hirigoyen      | 1 487 000                 | 7,6 %            | [ 168 ]    |
| 30 avril 2022    | France - Angleterre       | Tournoi des Six Nations 2022 | France 2 | Jean Abeilhou, Laura Di Muzio et Inès Hirigoyen      | 1 530 000                 | 20,4 %           | [ 169 ]    |
| 8 octobre 2022   | Afrique du Sud - France   | Coupe du monde 2021          | TF1      | François Trillo, Laura Di Muzio et Inès Hirigoyen    | 150 000                   | 14,4 %           | [ 170 ]    |
| 15 octobre 2022  | France - Angleterre       | Coupe du monde 2021          | TF1      | François Trillo, Laura Di Muzio et Inès Hirigoyen    | 850 000                   | 20,0 %           | [ 171 ]    |
| 22 octobre 2022  | France - Fidji            | Coupe du monde 2021          | TF1      | François Trillo, Laura Di Muzio et Inès Hirigoyen    | 686 000                   | 15,7 %           | [ 172 ]    |
| 29 octobre 2022  | France - Italie           | Coupe du monde 2021          | TF1      | François Trillo, Laura Di Muzio et Inès Hirigoyen    | 279 000                   | 20,7 %           | [ 173 ]    |
| 5 novembre 2022  | Nouvelle-Zélande - France | Coupe du monde 2021          | TF1      | François Trillo, Laura Di Muzio et Inès Hirigoyen    | 1 370 000                 | 30,9 %           | [ 174 ]    |
| 12 novembre 2022 | Canada - France           | Coupe du monde 2021          | TF1      | François Trillo, Laura Di Muzio et Inès Hirigoyen    | 207 000                   | 22,7 %           | [ 175 ]    |
| 26 mars 2023     | Italie - France           | Tournoi des Six Nations 2023 | France 2 | Jean Abeilhou, Laura Di Muzio et Inès Hirigoyen      | 1 550 000                 | 13,8 %           | [ 176 ]    |
| 1er avril 2023   | Irlande - France          | Tournoi des Six Nations 2023 | France 2 | Jean Abeilhou, Laura Di Muzio et Inès Hirigoyen      | 1 620 000                 | 17,0 %           | [ 177 ]    |
| 16 avril 2023    | France - Écosse           | Tournoi des Six Nations 2023 | France 2 | Jean Abeilhou, Laura Di Muzio et Inès Hirigoyen      | 1 590 000                 | 15,8 %           | [ 178 ]    |
| 23 avril 2023    | France - Pays de Galles   | Tournoi des Six Nations 2023 | France 2 | Jean Abeilhou, Laura Di Muzio et Inès Hirigoyen      | 2 020 000                 | 17,8 %           | [ 179 ]    |
| 29 avril 2023    | Angleterre - France       | Tournoi des Six Nations 2023 | France 2 | Jean Abeilhou, Laura Di Muzio et Inès Hirigoyen      | 2 140 000                 | 21,6 %           | [ 180 ]    |
| 23 mars 2024     | France - Irlande          | Tournoi des Six Nations 2024 | France 2 | Jean Abeilhou, Marie Sempéré et Inès Hirigoyen       | 1 600 000                 | 18,9 %           | [ 181 ]    |
| 30 mars 2024     | Écosse - France           | Tournoi des Six Nations 2024 | France 2 | Jean Abeilhou, Marie Sempéré et Inès Hirigoyen       | 1 480 000                 | 17,5 %           | [ 182 ]    |
| 14 avril 2024    | France - Italie           | Tournoi des Six Nations 2024 | France 2 | Jean Abeilhou, Marie Sempéré et Inès Hirigoyen       | 1 620 000                 | 17,2 %           | [ 183 ]    |
| 21 avril 2024    | Pays de Galles - France   | Tournoi des Six Nations 2024 | France 2 | Jean Abeilhou, Marie Sempéré et Inès Hirigoyen       | 1 780 000                 | 16,7 %           | [ 184 ]    |
| 27 avril 2024    | France - Angleterre       | Tournoi des Six Nations 2024 | France 2 | Jean Abeilhou, Marie Sempéré et Inès Hirigoyen       | 2 520 000                 | 20,3 %           | [ 185 ]    |
| 5 octobre 2024   | États-Unis - France       | WXV 2024                     | TMC      | Stefan Etcheverry et Marie Sempéré                   | 313 000                   | 2 %              | [ 186 ]    |
| 29 mars 2025     | France - Écosse           | Tournoi des Six Nations 2025 | France 2 | Jean Abeilhou, Marie Sempéré et Inès Hirigoyen       | 1 800 000                 | 21,4 %           | [ 187 ]    |
| 12 avril 2025    | France - Pays de Galles   | Tournoi des Six Nations 2025 | France 2 | Jean Abeilhou, Marie Sempéré et Inès Hirigoyen       | 1 670 000                 | 18,6 %           | [ 188 ]    |
| 19 avril 2025    | Italie - France           | Tournoi des Six Nations 2025 | France 2 | Jean Abeilhou, Marie Sempéré et Inès Hirigoyen       | 1 790 000                 | 21,4 %           | [ 189 ]    |
| 26 avril 2025    | Angleterre - France       | Tournoi des Six Nations 2025 | France 2 | Jean Abeilhou, Marie Sempéré et Inès Hirigoyen       | 2 150 000                 | 20,6 %           | [ 190 ]    |

Légende :
- Les plus hauts chiffres d'audience
- Les plus bas chiffres d'audience

## Autres équipes de France

### Équipe de France des moins de 20 ans
Les matches de l'équipe de France de rugby à XV des moins de 20 ans sont également diffusés sur France 4 de 2012 à 2021. De 2012 à 2015, ils sont commentés par Jean Abeilhou, accompagné d'un consultant, Guy Accoceberry en 2012, puis Sylvain Marconnet. Depuis 2016, Hélène Macurdy succède à Jean Abeilhou aux commentaires, elle est toujours accompagnée de Sylvain Marconnet. En 2020, Benjamin Kayser remplace Sylvain Marconnet au poste de consultant aux côtés d'Hélène Macurdy.
À partir de 2022, les matches des moins de 20 ans sont diffusés sur la chaîne L'Équipe et commentés par Benoît Cosset et Olivier Magne.

### Audiences
| Date             | Match                             | Compétition                      | Chaîne   | Commentateurs                       | Audience moyenne          | Audience moyenne | Références |
| Date             | Match                             | Compétition                      | Chaîne   | Commentateurs                       | Nombre de téléspectateurs | PDM              | Références |
| ---------------- | --------------------------------- | -------------------------------- | -------- | ----------------------------------- | ------------------------- | ---------------- | ---------- |
| 28 février 2015  | France -20 - Pays de Galles -20   | Tournoi des Six Nations 2015     | France 4 | Jean Abeilhou et Sylvain Marconnet  | 417 000                   | 1,8 %            | [ 193 ]    |
| 9 mars 2018      | Angleterre -20 - France -20       | Tournoi des Six Nations 2018     | France 4 | Hélène Macurdy et Sylvain Marconnet | 738 000                   | 3,2 %            |            |
| 12 juin 2018     | Nouvelle-Zélande -20 - France -20 | Championnat du monde junior 2018 | France 4 | Hélène Macurdy et Sylvain Marconnet | 813 000                   | 3,5 %            | [ 194 ]    |
| 17 juin 2018     | Angleterre -20 - France -20       | Championnat du monde junior 2018 | France 4 | Hélène Macurdy et Sylvain Marconnet | 1 310 000                 | 6,6 %            | [ 195 ]    |
| 22 février 2019  | France -20 - Écosse -20           | Tournoi des Six Nations 2019     | France 4 | Hélène Macurdy et Sylvain Marconnet | 688 000                   | 3,2 %            | [ 196 ]    |
| 4 juin 2019      | France -20 - Fidji -20            | Championnat du monde junior 2019 | France 4 | Hélène Macurdy et Sylvain Marconnet | 361 000                   | 1,6 %            | [ 197 ]    |
| 8 juin 2019      | France -20 - Pays de Galles -20   | Championnat du monde junior 2019 | France 4 | Hélène Macurdy et Sylvain Marconnet | 268 000                   | 2,5 %            | [ 198 ]    |
| 17 juin 2019     | Afrique du Sud -20 - France -20   | Championnat du monde junior 2019 | France 4 | Hélène Macurdy et Sylvain Marconnet | 292 000                   | 1,3 %            | [ 199 ]    |
| 22 juin 2019     | Australie -20 - France -20        | Championnat du monde junior 2019 | France 4 | Hélène Macurdy et Sylvain Marconnet | 661 000                   | 4,0 %            | [ 200 ]    |
| 1er février 2020 | France -20 - Angleterre -20       | Tournoi des Six Nations 2020     | France 4 | Hélène Macurdy et Benjamin Kayser   | 755 000                   | 3,7 %            | [ 201 ]    |
| 7 février 2020   | France -20 - Italie -20           | Tournoi des Six Nations 2020     | France 4 | Hélène Macurdy et Benjamin Kayser   | 806 000                   | 4,0 %            | [ 202 ]    |
| 22 février 2020  | Pays de Galles -20 - France -20   | Tournoi des Six Nations 2020     | France 4 | Hélène Macurdy et Benjamin Kayser   | 646 000                   | 3,0 %            | [ 203 ]    |

Légende :
- Les plus hauts chiffres d'audience
- Les plus bas chiffres d'audience